# Thunbergia buennemeyeri
Thunbergia buennemeyeri är en akantusväxtart som beskrevs av Cornelis Eliza Bertus Bremekamp. Thunbergia buennemeyeri ingår i släktet thunbergior, och familjen akantusväxter. Inga underarter finns listade i Catalogue of Life.